# بحيرة إزنيق
بحيرة إزنيق ((بالتركية: İznik Gölü)) هي بحيرة في مقاطعة بورصا، تركيا. طولها حوالي 32 كم وعرضها 10 كم مع عمق أقصاه حوالي 80 مترا. مدينة إزنيق (المعروفة تاريخيا باسم نيقية) توجد في نهايتها الشرقية. كان الاسم اليوناني القديم للبحيرة أسكانيا، (Ασκάνια).

## الموقع
وتقع بحيرة «إزنيق» في جنوب شرق منطقة مرمرة، ضمن الحدود الإقليمية لمدينة بورصا، وهي تعد من أكبر خمسة بحيرات في تركيا، والأكبر في منطقة مرمرة.

## الميزات الإستراتجية
وتعتبر بحيرة «إزنيق» واحدةً من أهم مساحات الأراضي الرطبة في تركيا، من حيث كونها مفيدة، وتعود اهميتها كونها واحدةً من أكثر مصادر نظم المياه العذبة في البلاد، وتعود بفوائد جمة، لاستغلالها لأغراض الصيد، ومياه الري، والاستخدام اليومي للسكان.[بحاجة لمصدر]
وهي ذات مياه عذبة يبلغ عمقها 80 مترا، مع 12.2 مليار متر مكعب من المياه، وتُحتسب غلة المياه السنوية فيها، إلى 80 مليون متر مكعب.

## تاريخيا
في عام 2014، وخلال التصوير الجوي لدراسة الآثار المحلية، وقد تم تحديد بقايا كاتدرائية بيزنطية تحت الماء بنيت في القرن الرابع، وهو اكتشاف قد اختير كواحدا من أكبر 10 اكتشافات من قبل معهد الآثار الأمريكية. تم تخصيص كنيسة للقديس نيوفيتوس من نيقية ويعتقد أن آثار الزلزال الذي وقع في عام 740 ميلادية أثار انهيارها. وهناك خطط مستقبلية لإنشاء متحف تحت الماء.

## سياحيا
وتعتبر بحيرة إزنيق ذات أهمية سياحية كبيرة، حيث أنها مثالية لممارسة الرياضات المائية كالسباحة، وركوب الأمواج وعدا عن جمالها الطبيعي الأخاّذ، تُعتبر مدينة «إزنيق» ايقونة تاريخية، لما تحتويها من اّثار قديمة، منذ عصور العثمانيين، والرومان واليونان، وما قبل ذلك، ومن بعض شواهدها التاريخية الماثلة حتى اليوم. [بحاجة لمصدر]

## منطقة طيور هامة
وتشكل هذه البحيرة ملجأً مهماً للطيور عندما تتجمد بحيرات الأناضول الداخلية، وتحيط البحيرة أراضي زراعية، وأراضي مغطاة بأشجار الزيتون.
تم الإعلان عن البحيرة، كمحمية، من خلال جمعية الطيور العالمية باعتبارها منطقة مهمة للطيور في عام 1989 بالنسبة لأنواع الطيور المائية، كما أنها مهددة وذلك من خلال تطوير البجيرة كمركز ترفيهي والذي قد يسبب التلوث.

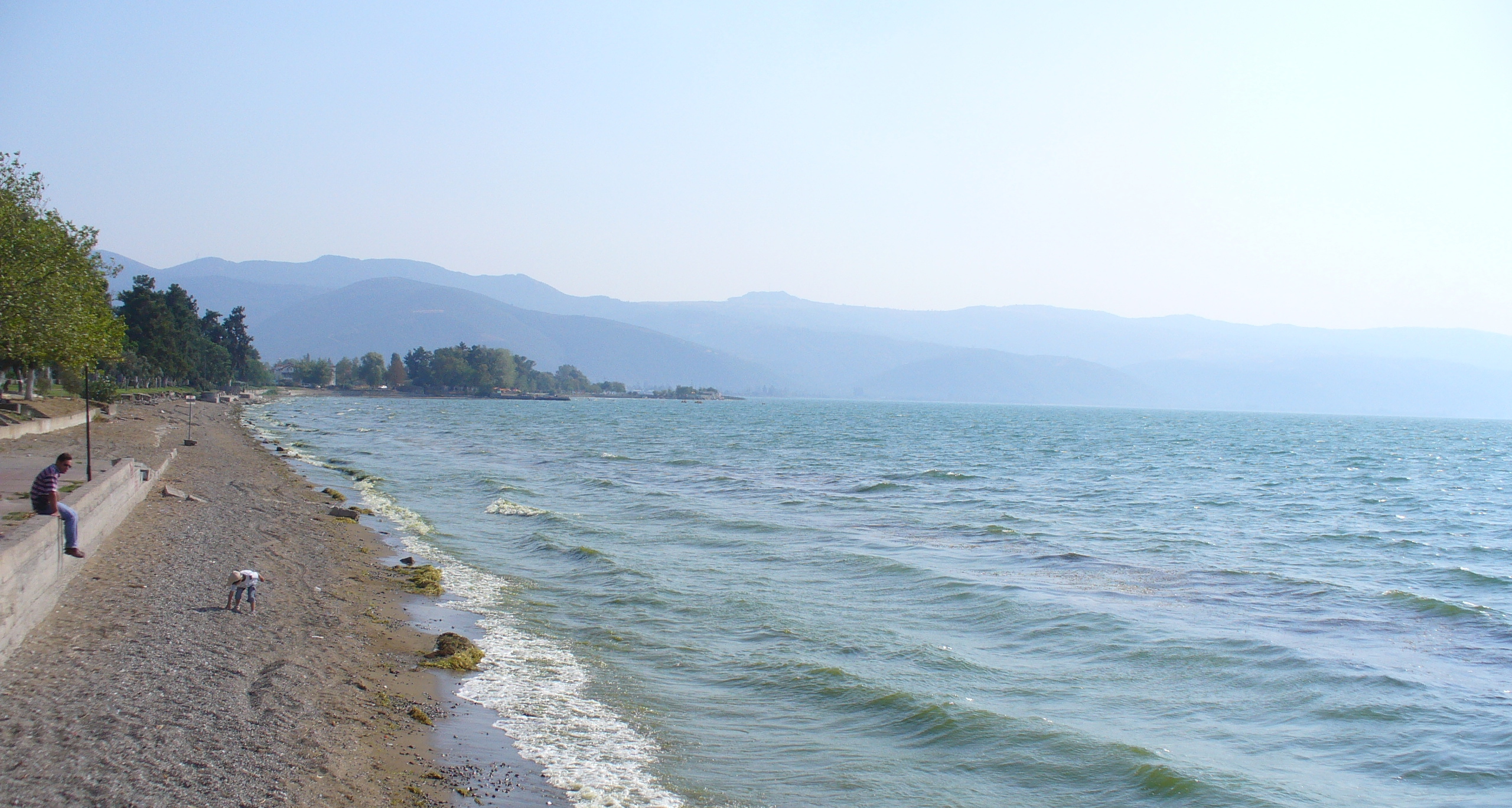
بحيرة إزنيق, منظر من مدينة إزنيق.